# Batalla de trobada
En la guerra, una batalla de trobada, és una acció de combat que passa quan una força en moviment, de forma incompleta i desplegada per a la batalla, ataca a un enemic en un moment i lloc inesperat.

## Descripció
Aquestes trobades es produeixen normalment per casualitat en operacions d'unitats petites, generalment quan dues forces en moviment xoquen inesperadament.
Els enfrontaments amb les unitats més grans poden ocórrer quan la intel·ligència, vigilància, reconeixement o les operacions han estat ineficaços. Les batalles de trobada també es poden produir quan les forces oposades estan al corrent de la presència general, però no de la ubicació exacta d'un a l'altre, i tots dos decideixen atacar immediatament.
Durant el contacte, els comandants actuen ràpidament per a obtenir l'avantatge. La rapidesa d'acció i moviment, juntament amb el foc, tant directe com indirecte, són essencials. Per a mantenir l'avantatge, els elements d'avantguarda han d'envoltar ràpidament a l'enemic o lluitar contra la seva part més dèbil. La llibertat de maniobra és sempre avantatjosa; no obstant això, els comandants poden optar per a establir una defensa precipitada si la força enemiga és més gran o si el terreny ofereix un benefici significatiu. En general, la força que guanya i reté la iniciativa en el combat, guanya.
Si ambdues parts opten per a reforçar la seva posició en lloc de continuar atacant, el que va començar com una escaramussa pot convertir-se en una batalla campal, com va succeir en la batalla de Gettysburg durant la Guerra Civil Americana, i la batalla de Mars-la-Tour durant la guerra francoprussiana.